# Кастело Бора (Форли-Чезена)
Кастело Бора (итал. Castello Bora) је насеље у Италији у округу Форли-Чезена, региону Емилија-Ромања.
Према процени из 2011. у насељу је живело 20 становника. Насеље се налази на надморској висини од 161 м.